# Église Saint-Martin d'Arces
Pour les articles homonymes, voir Église Saint-Martin.
L'église Saint-Martin est une église catholique située à Arces, en France.

## Localisation
L'église est située dans le département français de la Charente-Maritime, sur la commune d'Arces.

## Historique
L'édifice a été classé au titre des monuments historiques en 1911. Les origines de cette église semblent remonter au moins au XIe siècle. Cédée en 1086 à l'abbaye Saint-Étienne de Vaux, elle sera reconstruite au cours du XIIe siècle. De cette période date son abside à trois pans, de style roman, seul vestige de l'édifice originel, qui sera considérablement remanié au cours de son histoire. D'importants travaux ont lieu à partir de 1670, lesquels modifieront la structure de la nef. La façade, quant à elle, fut édifiée en 1703. Elle se compose d'une porte à fronton triangulaire brisé, surmontée d'une baie rectangulaire, et est encadrée par deux contreforts massifs.
Le sanctuaire est composé d'une nef unique de deux travées, coupée par un transept prolongé par deux chapelles seigneuriales gothiques, qui ont remplacé les absidioles romanes au XIVe siècle. La chapelle latérale droite est décorée de fresques du XVe s, redécouvertes lors de travaux de restauration en 2018.
Le clocher octogonal, surmonté d'une flèche d'ardoise, se dresse à la croisée du transept voutée en arc de cloître. La décoration de l'abside fut entièrement repensée au XIXe siècle : de cette époque datent les fresques murales et la voûte céleste peinte sur le cul de four. Les vitraux et la statuaire ornant l'édifice datent également de cette même époque. Le retable qui se trouve dans le chœur fut restauré en 1994.
De l'église, située sur un promontoire dominant le bourg, l'on a une vue panoramique sur les collines, l'estuaire de la Gironde et les côtes du Médoc.

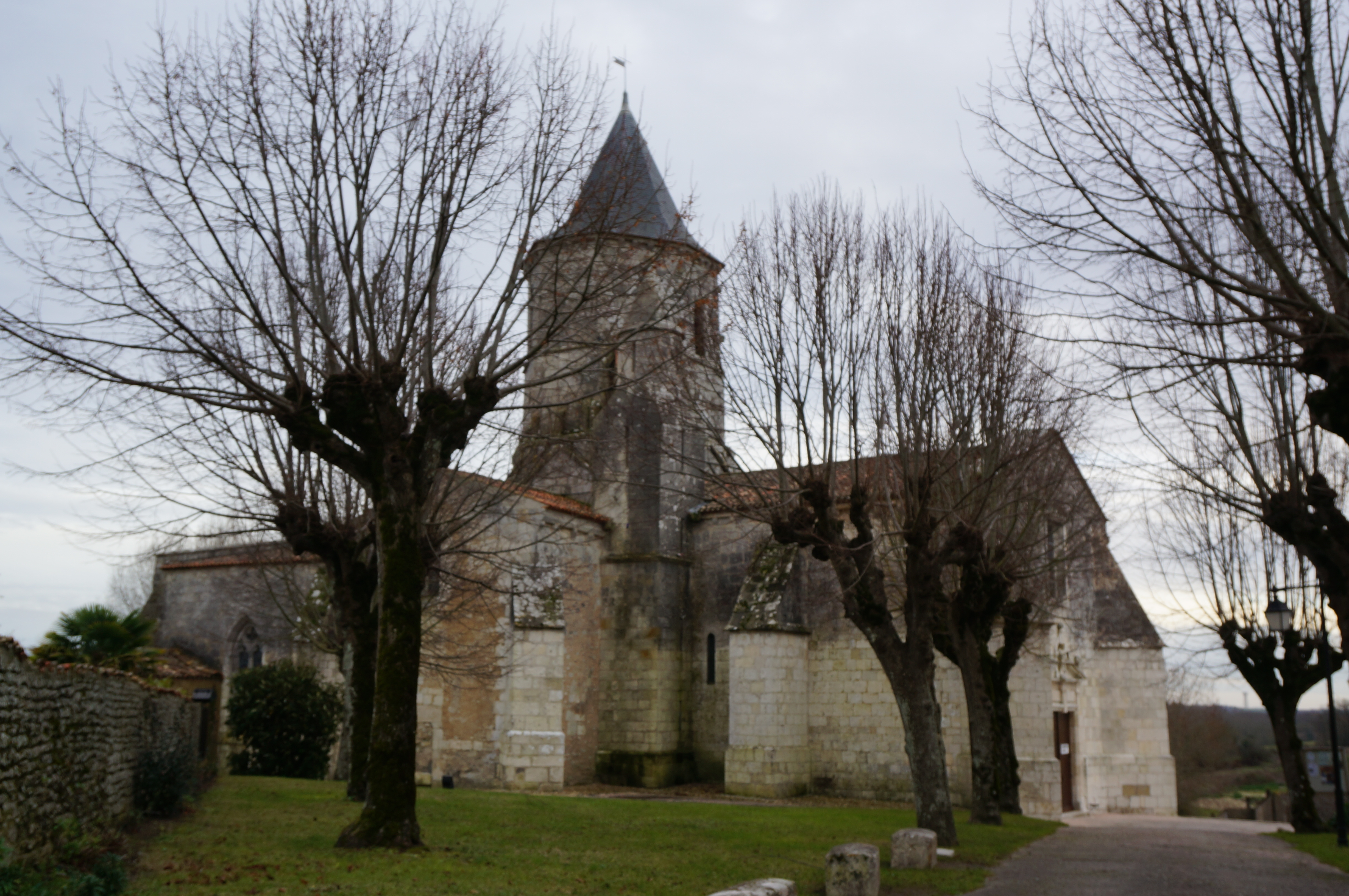
Vue du nord ouest.
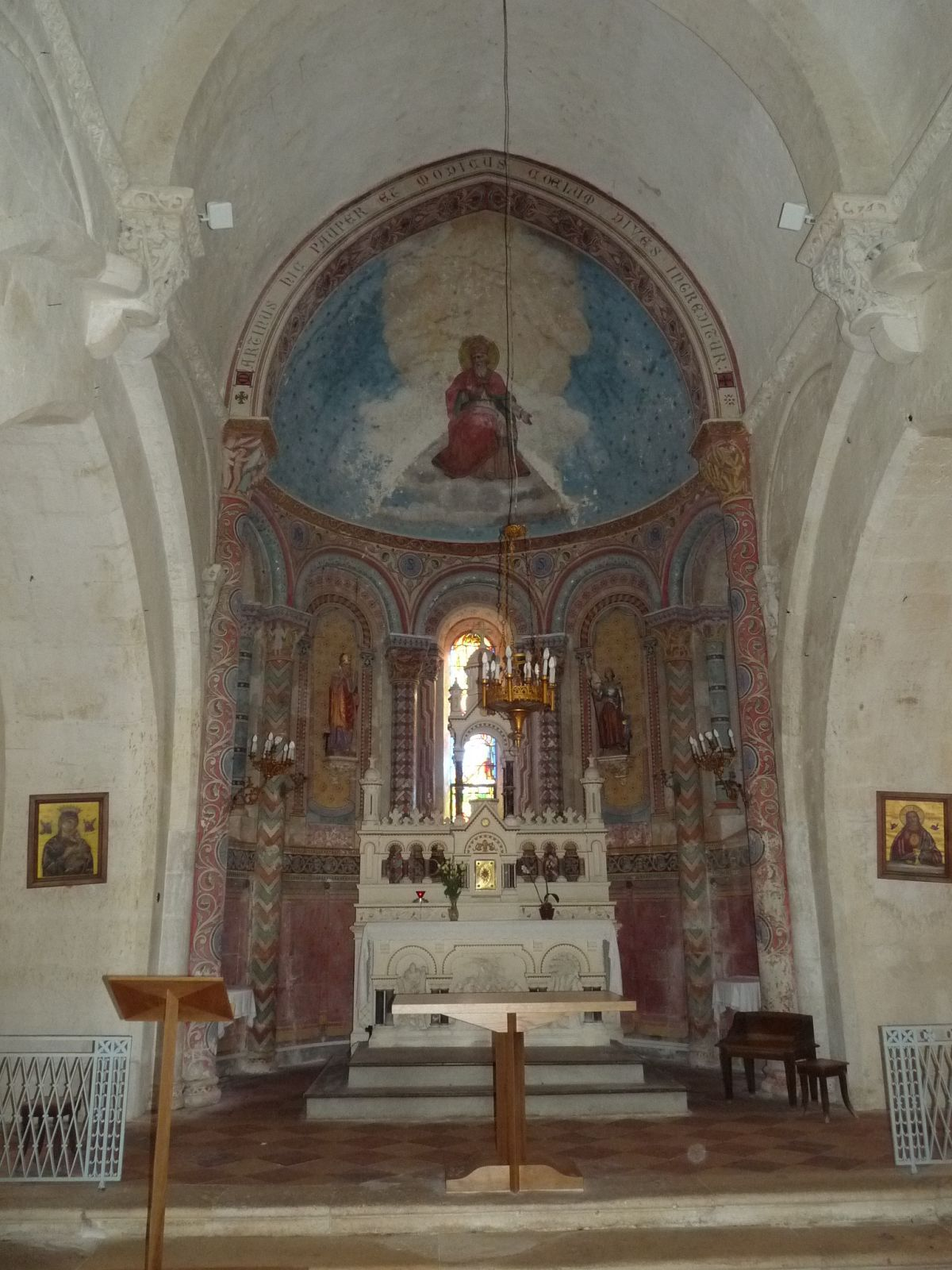
Intérieur de Saint-Martin.
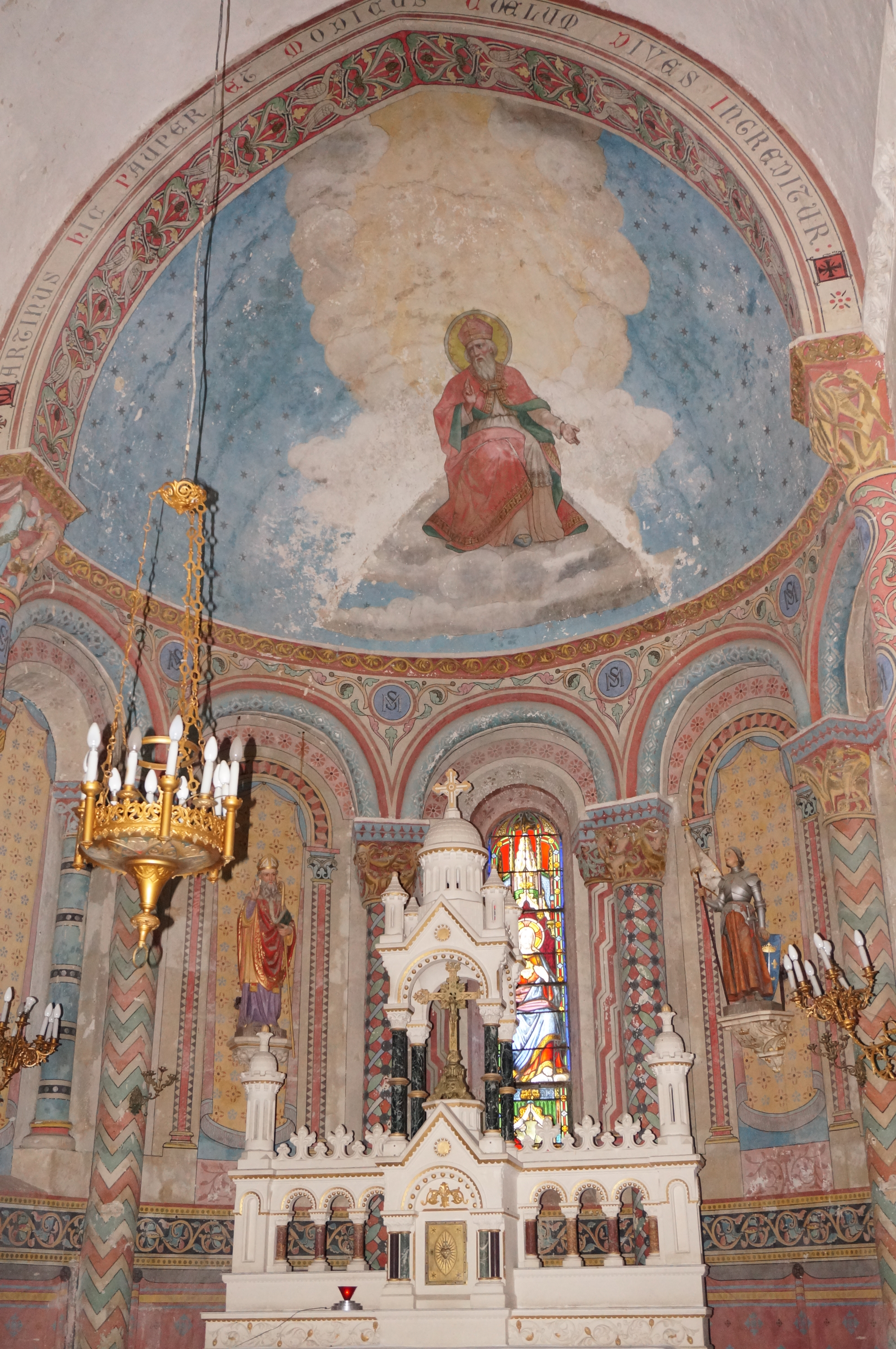
Chapelle peinte.
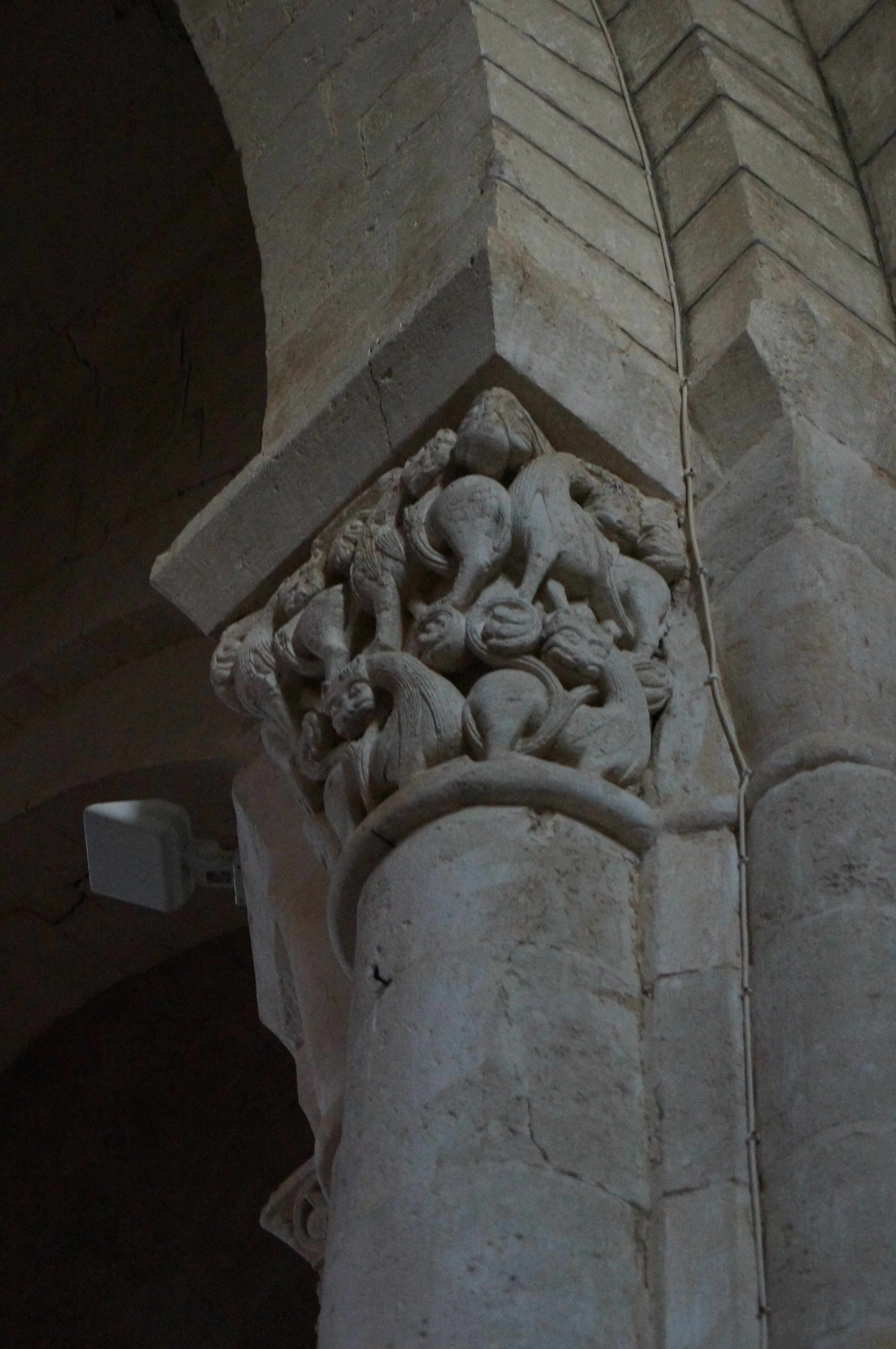
Un chapiteau décoré.